# Consiglio dei Cento (Barcellona)

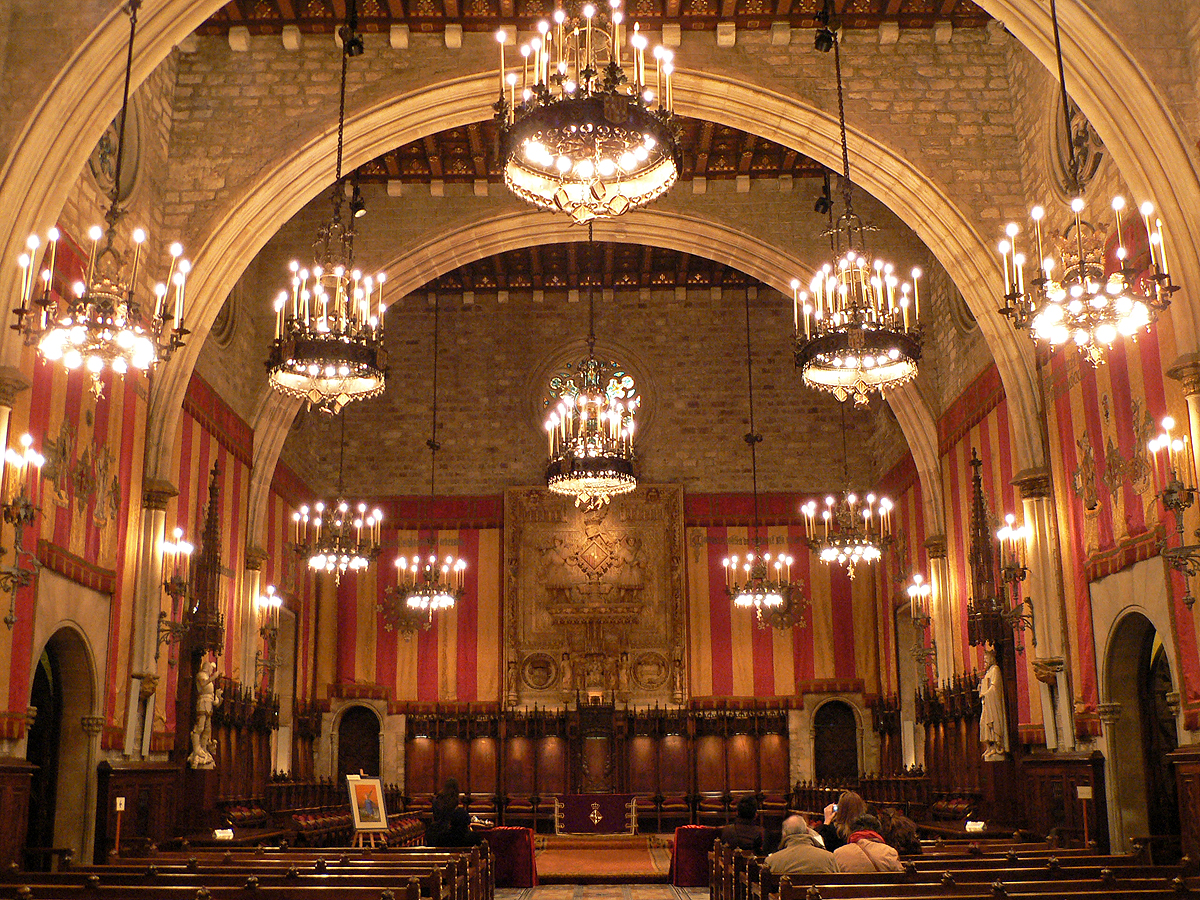
La Sala dei Cento nel palazzo dell'attuale municipio di Barcellona

Il Consiglio dei Cento (in catalano Consell de Cent, in spagnolo Consejo de Ciento) fu l'istituzione dell'autogoverno municipale della città di Barcellona tra il XIII e il XVIII secolo. Prende il nome dal fatto che era composta da un'assemblea di cento cittadini, detti "giurati", che consigliavano e controllavano i magistrati municipali consiglieri di Barcellona. Il numero iniziale dei membri era stato fissato in cento, anche se poi con il tempo tale numero è aumentato.

## Storia
Originariamente il governo locale era in carico a funzionari (un veguer o un balivo) che rappresentavano il potere regio o signorile con giurisdizione e poteri giudiziari per mantenere la pace e l'ordine. Questi funzionari presiedevano le assemblee cittadine che avevano funzioni consultive. Nel XII secolo grazie a una concessione reale iniziarono a comparire le prime forme autonome di governo municipale in alcune località del Regno di Aragona e la vecchia assemblea cittadina fu sostituita da un consiglio municipale ristretto composto dai cittadini più in vista (probiviri o consiglieri) che avevano l'incarico di consigliare i magistrati ufficialmente responsabili del governo municipale (consoli, reggenti, giurati, consiglieri).
Nel 1238 nella città reale aragonese di Jaca si stabilì un primo Consiglio dei Cento, che ricevette l'approvazione reale da parte di Giacomo I d'Aragona nel 1265. Questo modello fu esteso a Barcellona e ad altre città capoluogo dello stato retto dalla Corona di Aragona. Il nuovo consiglio ristretto del regime municipale di Barcellona prese forma nel corso del XIII secolo in seguito a una serie di privilegi concessi da Giacomo I (1249, 1258, 1265).
Nel 1249 fu creata la struttura fondamentale del governo municipale di Barcellona sotto forma di un consiglio composto da quattro magistrati reggenti (paer), rinnovato ogni anno tramite cooptazione, i quali potevano nominare un numero imprecisato di consiglieri e che collaboravano con i funzionari reali ufficiali (il balivo e il veguer).
Nel 1258 i quattro magistrati reggenti furono sostituiti da otto consiglieri, anch'essi a rinnovo annuale per cooptazione, con l'incarico di designare un consiglio o parlamento di 200 probiviri per consigliare e collaborare con i funzionari reali ufficiali.
Dopo alcuni aggiustamenti, nel 1265 l'organizzazione municipale assunse la sua struttura definitiva: un nuovo privilegio reale rafforzò e semplificò il governo cittadino. I magistrati reggenti tornarono a essere quattro, sempre a rinnovo annuale per cooptazione, mentre l'assemblea consultiva fu ridotta da 200 a 100 membri. Il veguer e il balivo erano affiancati dai consiglieri che esercitavano anche funzioni di controllo, delibera e risoluzione. L'autorità municipale faceva riferimento al Consigliere in Capo, eletto da un consiglio di cento personalità.
Un'ultima disposizione del 1274 fissò a 5 il numero dei consiglieri, da eleggersi ogni anno nel giorno di Sant'Andrea da parte di una commissione di 12 membri scelti tra il Consiglio dei Cento. A loro volta, i 5 consiglieri come primo atto del loro mandato sceglievano i 100 probiviri che avrebbero costituito il nuovo Consiglio dei Cento. A causa della difficoltà a riunire il consiglio nella sua interezza, fino al 1325 fu istituito un consiglio ridotto formato all'incirca da un quarto dei probiviri, inizialmente 25 poi 30 e infine 36, denominato "Trentenario".
Nell'anno 1335, Pietro IV permise al Consell de Cent di utilizzare le insegne reali dei Pali d'Aragona.
Nel 1455, di fronte alle tensioni interne tra le due fazioni in cui si era diviso il Consiglio dei Cento (denominate "la Trave" e "il Pilastro", in catalano la Biga e la Busca rispettivamente), Alfonso V d'Aragona concesse un nuovo privilegio regolatorio che suddivideva in modo prefissato la composizione degli organi di governo municipale tra le diverse componenti.
Il Consiglio dei Cento acquisì un'importanza crescente e nel 1464 riuscì a elevare il conte di Barcellona al rango di re di Aragona con il nome di Pietro V.
Nel 1621 prima e poi tra il 1641 e il 1652 Ferdinando II d'Aragona attuò una ulteriore serie di riforme, sostituendo l'elezione per cooptazione con quella tramite sorteggio e fissando la composizione del Consiglio dei Cento in 144 giurati così suddivisi:
- 32 onorati cittadini e dottori in diritto e medicina
- 12 cavalieri
- 4 nobili
- 32 mercanti
- 32 artigiani di cui 10 notai pubblici di Barcellona, 4 notai reali, 10 tra farmacisti e droghieri, 2 produttori di candele e 6 barbieri-chirurghi
- 32 piccoli imprenditori

Il "Trentenario" o "Consiglio ordinario dei Trentasei" aveva l'incarico di preparare la proposte da sottoporre al Consiglio generale e potere decisionale su questioni di ordinaria amministrazione. Era composto da 36 membri: otto onorati cittadini e dottori in diritto e medicina; quattro tra cavalieri e nobili; 8 mercanti; 8 artigiani e 8 piccoli imprenditori. Le sei cariche di Consigliere erano così suddivise: il Consigliere in capo, il Secondo Consigliere e il Terzo Consigliere erano scelti tra gli onorati cittadini, i dottori in diritto e medicina, i cavalieri e i nobili e dovevano essere assegnati a rotazione a due personalità civili e a una militare; il Quarto consigliere era espresso dai mercanti, il Quinto dagli artigiani e il Sesto dai piccoli imprenditori.
Durante la guerra di successione spagnola il Consiglio dei Cento si schierò dalla parte della casa d'Asburgo mettendo in campo un reggimento ma il 15 settembre 1714, dopo l'assedio alla città e il successivo ingresso delle truppe francesi, fu sciolto d'autorità dal duca di Berwick, capo dell'esercito francese. Da quel momento in poi, il governo della città venne controllato direttamente dalla monarchia.

## Fondo documentale del Consiglio dei Cento
Il fondo documentale del Consiglio dei Cento è conservato presso l'Archivio storico della città di Barcellona (in catalano Arxiu Històric de la Ciutat de Barcelona, AHCB) e fa parte della sezione "Consiglio della città e della municipalità moderna" (in catalano Consell de la Ciutat i Ajuntament Modern, CCAM). Questa sezione è dedicata alla documentazione municipale propriamente detta ed è organizzata secondo la struttura funzionale di classificazione elaborata dall'AHCB  e comprende i documenti prodotti dall'antica amministrazione locale e dal Consiglio dei Cento fino alla sua soppressione nel 1714 e quelli relativi alla municipalità moderna, con la documentazione relativa al periodo borbonico del XVIII e XIX secolo.
Il fondo permette di conoscere, analizzare e studiare tutti gli aspetti e le vicende in cui l'autorità municipale è intervenuta, sia in forma diretta che indirettamente, in virtù delle sue competenze e funzioni nell'amministrazione, gestione e governo del territorio e dei suoi abitanti. Il rapporto sommario delle competenze municipali esercitate nell'arco di sei secoli aiuta ad orientarsi nelle materie indirizzate dai documenti del fondo. Tra questi spiccano per rilevanza:
- Le pergamene[16] che comprendono privilegi reali, capitoli di Corte, documentazione sulle baronie cittadine, censimenti e documenti privati correlati al municipio dal IX al XVIII secolo.
- I manoscritti,[17] documenti di carattere prevalentemente giuridico di competenza del Consiglio dei Cento; spiccano tra quei i Libri dei privilegi (il Libro Verde, il Libro Rosso e gli Usi di Ramon Ferrer); i  Commentaria super Usaticis Barchinone di Jaume Marquilles; Dels dits i fets memorables, la traduzione in catalano di Factorum et dictorum memorabilium libri IX di Valerio Massimo a opera del frate Antoni Canals e le Rúbriques de Bruniquer.
- Il Libro del Consiglio,[18] i Registri delle delibere[19] e gli Accordi: raccolgono gli atti delle riunioni degli organi di governo municipale
- Atti relativi ai processi delle Corti catalane[20]
- Atti del Consolato del Mare,[21] istituzione dipendente dal Consiglio dei Cento con giurisdizione nelle materie di ambito marittimo e mercantile; la documentazione copre l'arco che va dal XIV al XVII secolo.
- Bandi e altre pubblicazioni: disposizioni delle diverse autorità cittadine nel periodo dal XV al XX secolo.

## Toponomastica
Il Carrer del Consell de Cent è una delle strade principali di Barcellona, con un percorso parallelo alla Gran Via de les Corts Catalanes che va dall'altezza della Plaça d'Espanya fino all'Avinguda Meridiana.